# اسپسمیلو

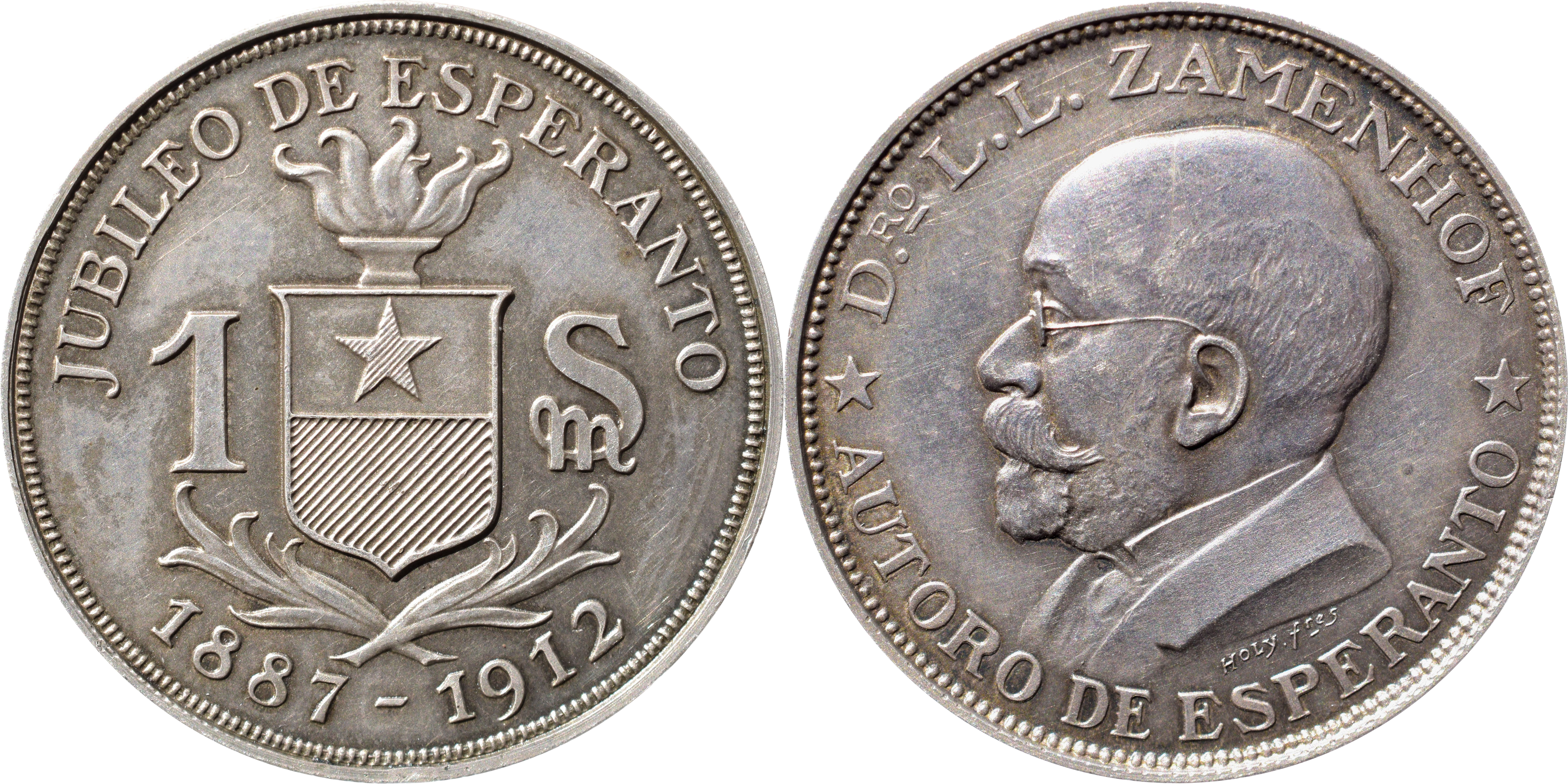
سکه ۱ ₷

اسپسمیلو یک یکای پول بین‌المللی اعشاری منسوخ شده‌است که در سال ۱۹۰۷ توسط رنه دو سوسور پیشنهاد شد و قبل از جنگ جهانی اول توسط چند بانک بریتانیایی و سوئیسی و عمدتاً در بانک چک اسپرانتیست استفاده می‌شد.
اسپسمیلو معادل یک هزار اسپسوج و به ارزش ۰٫۷۳۳ گرم (۰٫۰۲۵۹ اونس) طلای خالص (۰٫۸ گرم طلای ۲۲ عیار) بود که در آن زمان حدود یک دوم دلار آمریکا، دو شیلینگ بریتانیا، یک روبل روسیه یا ۲٫۵ فرانک سوئیس بود. در ۱۹ ژانویه ۲۰۱۴، این مقدار طلا حدود ۳۳ دلار آمریکا، ۲۲ پوند بریتانیا، ۲۴ یورو، ۲۱۳۷ روبل روسیه، و ۲۹ فرانک سوئیس بود.

## نماد

علامت اسپسمیلو ₷

نماد اسپسمیلو که در اسپرانتو «spesmilsigno» نامیده می‌شود، مونوگرامی است که از یک «S» بزرگ شکسته که از دم آن یک «m» بیرون می‌آید تشکیل شده‌است. علامت ارز اغلب به صورت حروف جداگانه Sm تنظیم می‌شود.
در یونی‌کد، کاراکتر U+20B7 ₷ spesmilo sign (اچ‌تی‌ام‌ال: &#8375;) به این ارز اختصاص داده یافته‌است.